# Antoni Munné-Jordà
Antoni Munné-Jordà   (Barcelona, 26 de novembre de 1948) és un escriptor i llicenciat en història de l'art, un dels referents de la literatura de ciència-ficció a Catalunya i un gran coneixedor i divulgador d'aquest gènere.
Va dirigir la col·lecció “porpra i plata” de Pagès editors. La seva trajectòria laboral ha anat lligada a la revista Serra d'Or de la qual ha estat corrector i redactor.
La seva obra de ciència-ficció inclou dues trilogies. La primera està composta per Damunt un blanc així com el del paper (1978), Ofici de torsimany (1985) i Demà serà un altre dia (1987), que tenen un context científic i estan escrites sota els lemes de l'espai, el temps i el moviment, respectivament. La segona trilogia és més fantàstica i versa sobre la història de Vilanova en el temps: La paciència del mar (1994), que se situa en l'actualitat, L'única mort (1999), que se situa en temps dels ibers, i Poso el comptaquilòmetres a zero (2008), que se situa d'aquí a 10.000 anys.
La seva novel·la, Michelíada (2015), guardonada amb el Premi Ictineu, agafa la Ilíada d'Homer com a patró, pren de l'Ulisses de Joyce l'ús d'un registre diferent per a cada capítol, utilitza per a cada personatge o col·lectiu una variant dialectal del català i, per si amb això no n'hi hagués prou, fa inventari dels temes que atén la ciència-ficció actual: la crisi de les ideologies i les religions, el poder de les corporacions de comunicació de masses, el medi ambient i el transhumanisme.
Ha publicat antologies canòniques: Narracions de ciència-ficció. Antologia (1985), Temps al temps: antologia de contes de ciència-ficció (1990) i Futurs imperfectes: antologia de contes de ciència-ficció (2013).
És membre de l'Associació d'Escriptors en Llengua Catalana i ha estat cofundador i president de la Societat Catalana de Ciència Ficció i Fantasia.

## Obra publicada[9][10]
| Narrativa |
| --- |
| - 1985: Ofici de torsimany. Palma: Editorial Moll - 1987: Demà serà un altre dia. Barcelona: La Magrana. - 1994: La paciència del mar. Picanya: Ed. del Bullent. - 1994: Llibre de tot. Lleida: Pagès. - 1999: Entre Sant Peters i Sant Pau. Barcelona: Edi-Liber. Finalista del premi Sant Jordi. - 2000: L'única mort. Vilanova i la Geltrú: El Cep i la Nansa. - 2000: Veus de boira des del pont. Barcelona: Proa - Columna. Finalista del premi Sant Jordi. - 2008: Poso el comptaquilòmetres a zero. Vilanova i la Geltrú: El Cep i la Nansa. - 2015: Michelíada. Barcelona: Males Herbes. - 2015: Ell i l'altre (Dietari d'anada i tornada). Lleida: Pagès. - 2018: Dins el riu, entre els joncs. Editorial Males herbes |

| Narrativa breu |
| --- |
| - 1978: Damunt un blanc així com el del paper. Mataró: Robrenyo. - 2003: Tresgressions. Lleida: Pagès. - 2008: El mirall venecià. Lleida: Pagès. - 2016: Deu relats ecofuturistes. [amb altres autors]. Barcelona: Males Herbes. - 2018: A banda i banda del límit. Vilanova i la Geltrú: El Cep i la Nansa. |

| Narrativa infantil i juvenil |
| --- |
| - 1995: Terrossos de sucre. Barcelona: Abadia de Montserrat. (Il·lustr. Marta Balaguer) - 1995: La Laia dels titelles. Barcelona: Abadia de Montserrat. (Il·lustr. Marta Vila-Puig) - 1996: El fontaner de Vilanova. Vilanova i la Geltrú: Ajuntament. - 2013: Aquell dia de 1714. Barcelona: Abadia de Montserrat. (Il·lustr. Òscar Julve) |

| Crítica literària o assaig                                                                   |
| -------------------------------------------------------------------------------------------- |
| 1995: "Temps obert" de Manuel de Pedrolo entre les dues cultures. Tàrrega: Ajuntament, 1995. |